# Mutellina corsica
Mutellina corsica är en växtart i släktet Mutellina och familjen flockblommiga växter.
Arten är en perenn ört som är endemisk på Korsika. Den beskrevs först som Ligusticum corsicum av Jacques Étienne Gay 1832, och fick sitt nu gällande namn av Jean-Pierre Reduron, André Charpin och Michail Pimenov 1997.